# Пожежа в нічному клубі «Kiss»
Пожежа в нічному клубі «Kiss» почалася приблизно між 02:00-02:30 за місцевим часом 27 січня 2013 року в місті Санта-Марія, штат Ріу-Гранді-ду-Сул, Бразилія, в якій загинуло за попередніми даними 235 людей, близько 200 постраждало.

## Опис
Пожежа на молодіжній дискотеці в місті Санта-Марія на півдні Бразилії спалахнула приблизно о пів на третю ночі, 27 січня. Причиною пожежі стало піротехнічне шоу, яким супроводжувався виступ рок-гурту Gurizada Fandangueira. Коли вогонь сягнув стелі, зайнялися ізоляційні матеріали даху, від чого приміщення заполонив дуже токсичний дим. Серед відвідувачів дискотеки виникла паніка. Але відкритим залишався тільки один вихід.
У масовій тисняві багатьох молодих людей було затоптано, утім, більшість гостей задихнулась від диму, кажуть пожежники. Остаточно невідомо, скільки саме людей було на дискотеці «Kiss» у місті Санта-Марія. Поліція говорить про приблизно 900 осіб. Один з охоронців, що стояв біля дверей клубу, заявив, що там перебувало від тисячі до двох тисяч відвідувачів — в основному студенти місцевого університету. За його словами, йшлося про студентську вечірку.

## Висновки

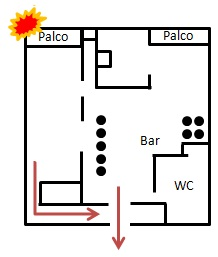
Ілюстрація пожежі в клубі «Kiss»

Основна причина пожежі — використання дешевих феєрверків, вони були призначені лише для використання просто неба, але заборонені в приміщенні. При цьому в клубі взагалі не можна було використовувати піротехніку, бо стеля була оброблена пожежонебезпечним звукоізоляційним матеріалом. Утім, використання феєрверків — не єдине порушення в нічному клубі Kiss. У приміщенні був лише один вихід, пожежна сигналізація була несправною, а термін пожежної ліцензії закладу збіг ще у серпні минулого року. На стінах внутрішніх приміщень клубу не було світлових індикаторів екстреного виходу, і після того, як приміщення заволокло токсичним димом, багато відвідувачів кинулися до туалетів, бо світлові покажчики були тільки там. Попри те, що камери відеоспостереження були встановлені, запис не вівся вже більш як два місяці. Також нічний клуб був переповнений — за документами він був розрахований на 690 відвідувачів.
Через пожежу поліція заарештувала 4 осіб. Два власники клубу Kiss були заарештовані в понеділок разом із двома музикантами групи Gurizada Fandangueira, які зловжили піротехнічною технікою, що стала причиною трагедії. Серед затриманих — один із власників клубу, який добровільно прийшов у поліцію. Другий співвласник був затриманий у себе вдома. Співвласник Kiss, який здався поліції, заявив, що про пожежу в клубі дізнався, перебуваючи вдома, і примчався відразу ж, щоб допомагати рятувати людей і надавати допомогу постраждалим. Бразильські музиканти групи Gurizada Fandangueira заявили, що визнають свою провину в тому, що трапилося і не мають наміру уникати відповідальності.
Тим часом медики борються за життя ще 75 постраждалих при пожежі в клубі. Їх стан оцінюється як дуже важкий — у більшості сильна інтоксикація продуктами горіння.
Бразильське місто Санта-Марія налічує 270 тисяч жителів. Серед населення особливо багато молоді, оскільки в місті знаходиться один з найбільших університетів країни. Трагедія у Санта-Марії викликала занепокоєння щодо безпеки на масових заходах у Бразилії[джерело?].